# Ermgard van Zutphen
Ermgard van Zutphen (overleden in 1138) was van 1118 tot aan haar dood gravin van Zutphen. 

## Levensloop
Ermgard was een dochter van graaf Otto II van Zutphen uit diens tweede huwelijk met Judith van Arnstein, dochter van graaf Lodewijk van Arnstein.
Tussen 1115 en 1117 huwde ze met graaf Gerard II van Gelre (overleden in 1131). Ze kregen drie kinderen:
- Hendrik I (overleden in 1182), graaf van Gelre en Zutphen
- Adelheid, huwde met graaf Ekbert van Tecklenburg
- Salomea (overleden in 1167), huwde met graaf Hendrik I van Wildeshausen

Na de dood van Gerard II hertrouwde Ermgard in 1134 met graaf Koenraad II van Luxemburg (overleden in 1136). Dit huwelijk bleef kinderloos.
Na het kinderloze overlijden van haar broer Hendrik I werd Ermgard in 1118 gravin van Zutphen, dat ze bestuurde tot aan haar dood in 1138. Ze trad zelf op als gravin, maar op formele momenten traden haar echtgenoten op de voorgrond. Ze werd opgevolgd door haar zoon Hendrik I.